# Combien tu m'aimes ?
Pour plus de détails, voir Fiche technique et Distribution.
Combien tu m'aimes ? est un film français réalisé par Bertrand Blier, sorti en 2005.

## Synopsis
François vient de gagner au loto. Il s'éprend de Daniela, une entraîneuse du quartier de Pigalle et lui propose une vie commune rémunérée. Elle accepte. Mais François a le cœur fragile, et cette nouvelle vie inquiète son médecin et ami André qui le met en garde. Arrive bientôt Charly, le souteneur de Daniela, qui cherche à reprendre son bien.

## Fiche technique
- Titre : Combien tu m'aimes ?
- Réalisation : Bertrand Blier
- Scénario : Bertrand Blier
- Premier assistant réalisateur : Hubert Engammare
- Produit par : Olivier Delbosc, Marc Missonnier
- Image : François Catonné,
- Décors : François de Lamothe
- Costumes : Catherine Leterrier
- Scripte : Suzanne Durrenberger
- Son : Pierre Excoffier, Hélène Le Morvan, Emmanuel Croset
- Montage : Marion Monestier
- Productrice exécutive : Christine De Jekel
- Musique : Extraits de différents opéras italiens
- Pays d'origine :  France
- Budget : 10 millions d'euros
- Format : couleur - 1,85:1 - Dolby Digital - 35 mm
- Genre : comédie
- Durée : 95 minutes
- Date de sortie : 26 octobre 2005 (Belgique, France)

## Distribution
- Monica Bellucci : Daniela
- Bernard Campan : François
- Gérard Depardieu : Charly
- Jean-Pierre Darroussin : André Migot
- Farida Rahouadj : La voisine
- Sara Forestier : Muguet
- Michel Vuillermoz  : Le toubib
- François Rollin : Michael
- Élizabeth Macocco : La taulière
- Jean Barney : Garde du corps 1
- Baptiste Roussillon : Garde du corps 2
- Jean Dell : Homme du cimetière
- Vincent Nemeth,
- Bruno Abraham-Kremer
- Valérie Karsenti,
- Michaël Abiteboul, Fabienne Chaudat : Collègues de François
- Cécile Brams : Anne-Sophie
- Édouard Baer: l'homme bouleversé
- Stéphane Slima : Slim
- Dimitri Rataud  : un collègue
- Bruno Anger  : un collègue
- Sarah Stern  : une collègue
- Yann Pradal : un collègue
- Christina Tovle  : une collègue
- Camille Bardery  : une collègue
- Chloé Porte : une collègue
- Thomas Badek : Le voisin de palier
- Bertrand Blier : le premier client de Muguet (caméo)

## Production

### Tournage
Le tournage s'est déroulé de février à avril 2005.

## Musique
La bande-son se compose principalement d'extraits d'opéras italiens (Vincenzo Bellini, Giuseppe Verdi et Giacomo Puccini). Ainsi lors de la fête dans l'appartement les invités dansent sur la musique de carnaval de La Traviata, (référence forte puisque le rôle-titre de cet opéra figurait une courtisane). Dans la scène finale, dans laquelle Daniela et François prennent leur petit déjeuner, on entend le duo d'amour de Madame Butterfly.